# 岡井千聖
岡井 千聖（おかい ちさと、1994年6月21日 - ）は、日本の元歌手、元タレント、元女優。ハロー!プロジェクト・℃-uteの全活動期（2005年 - 2017年）のメンバー。愛称は岡井ちゃん、ちっさー。℃-uteでのメンバーカラーはグリーン。埼玉県所沢市出身。現在は千葉県在住。血液型A型。身長150cm。
アップフロントプロモーションを経てジェイピィールームに所属していたが、2020年4月30日付をもって芸能界を引退した。

## 略歴
- 2002年6月30日、「ハロー!プロジェクト・キッズ オーディション」に合格。
- 2005年6月11日、℃-uteが結成される。
- 2007年9月12日、アテナ&ロビケロッツメンバーに選出。
- 2011年1月25日・26日、パシフィックヘブンにて初のソロライブ『岡井千聖（℃-ute）Solo Live 2011 Vol.1〜会社で踊ってみた!!〜』を開催[6]。
- 2016年5月28日、声帯結節の手術と治療のため、6月22日のイベント後しばらく療養することを発表した[7]。7月14日、復帰を報告[8]。
- 2017年6月12日、さいたまスーパーアリーナでの℃-ute解散公演を以て、ハロー!プロジェクトを卒業。
- 2018年5月15日、声帯結節が再発し、手術のため1日入院し1週間休養することをツイッターにて発表した[9][10]。16日、手術終了を報告[11]。
- 2019年4月1日、 芸能活動を休止し、1年間休養。
- 2020年4月30日、所属事務所との専属契約を終了し芸能界を引退した[4][5]。
- 2020年5月15日、実際の家族からなる「岡井家」としてのTwitterおよびYouTubeチャンネルのアカウントと個人のInstagramアカウントを開設。併せて岡井家ファンクラブを設立したが[12]、21日までに「岡井家」のYouTubeチャンネルのアカウントと、自身のInstagramの動画をすべて削除した[13]。その後、YouTubeチャンネルは「おかい家Channel」として継続している。
- 2022年7月12日、藤本美貴から子供を出産していたことが明かされた[14]。

## 人物
- 「千聖」という名前の由来は聖母マリア[15]。
- 2歳年下の妹はハロプロエッグに所属していた岡井明日菜、その下の妹の岡井みおんも芸能活動をしている[16]他、弟も2人いる[17]。
- 「リップ」という名前のミニチュアダックスフント[18]、「パンツ」と「ブラ」という名前のチワックスを飼っている[19]。かつては「パイン」という名前のミニチュアダックスフントがいた[20]。
- 尊敬するミュージシャンは氷室京介。2016年の療養中には氷室のファンからもエールを送られた[21]。
- 2010年11月9日に℃-uteの公式YouTubeチャンネル「℃-ute Official Channel」[22]にて「Danceでバコーン!を踊ってみた 【岡井千聖（本人）】」という動画を公開し、2日間で視聴数は10万回[23]、2011年1月には100万回を超えた[24]。その後も様々な楽曲を踊った動画を公開しており[25]、1本目から通算した視聴者数は同年2月時点で300万回を超えている[24]。
- 身長は150cmだが、℃-ute時代のプロフィールでは実際よりも2cm高く152cm[26]としていた。

### ハロー!プロジェクト関連
- ℃-uteのムードメーカーである[27]。
- ハロー!プロジェクトで特に仲がいいのは萩原舞で「いつも一緒に居る」と本人が言うほど、仲が良い[28]。
- 岡井・萩原・鈴木の3人で「キューティーガールズ」と名乗り、イベントの前座でコントを見せている[29]。

## 作品

### ライブ会場・通販限定CD
- ロマンティック 浮かれモード（2011年5月中旬、アップフロントウォークス）
『ハロカバ』の配信楽曲をCD化したもの。アップフロントウォークス（UP-FRONT WALKS）の第一弾作品としてリリースされた。カップリングには松浦亜弥の「LOVE涙色」のカバーを収録している。

### 配信シングル
- ウーロンハイの女（2017年12月8日）[30]

### 映像作品
- Solo Live 2011 Vol.1 〜会社で踊ってみた!〜（2011年5月16日、アップフロントワークス） - e-Hello!（イーハロ）シリーズ（e-LineUP!期間限定販売）
- Solo Live 2011 Vol.2 〜半蔵門で踊ってみた!!〜（2011年6月20日、アップフロントワークス） - e-Hello!（イーハロ）シリーズ（e-LineUP!期間限定販売）
- ちっさー（2010年12月24日、アップフロントワークス） - e-Hello!（イーハロ）シリーズ（e-LineUP!期間限定販売）
- IMP. GIRL（2011年12月9日、アップフロントワークス） - e-Hello!（イーハロ）シリーズ（e-LineUP!期間限定販売）

## 出演

### テレビ番組

#### レギュラー番組
- 特捜指令!アイチ★ポリス（2011年7月4日 - 12月12日、メ〜テレ）- アシスタント
- ゴゴスマ -GO GO!Smile!-（2013年4月4日 - 2014年3月27日、CBCテレビ）- 木曜準レギュラー
- 神アプリ@（テレビ東京） - アシスタント
  - ハライチの神アプリ@隆盛紀〜ONLINE〜（2014年4月1日 - 6月17日、テレビ東京）[31][32]
  - ハライチの神アプリ@英雄神紀〜Ver.INSTALL〜（2015年4月1日 - 6月24日、テレビ東京）
  - ハライチのアプリ王@神撃編（2015年7月6日 - 12月28日、TOKYO MX）
- アフロの変（2014年10月17日 - 2016年4月1日、フジテレビ）- 準レギュラー、アシスタントMC
- 優しい人なら解ける クイズやさしいね（2016年 - 2017年3月、フジテレビ）- 2016年より準レギュラー
- パンサーの「競輪、はじめました。」seasonII（2017年7月1日 - 2018年3月24日、BS日テレ）- レギュラー

#### スペシャル番組
- 第54回NHK紅白歌合戦（2003年12月31日、NHK） - 松浦亜弥「ね〜え?」のバックダンサーとして
- 浜ちゃんが!（2016年9月8、15日、読売テレビ）- 「教える編」（野球）
- 日本一のものまね王者が今夜決定! ものまね王座決定戦 年に一度の鉄板ネタガチンコバトルスペシャル（2017年11月24日、フジテレビ）
- 人気芸能人にイタズラ!仰天ハプニング（2017年12月28日、フジテレビ）
- 最強運決定戦（2017年12月31日、フジテレビ）
- 林修の歴史ミステリー（2018年1月3日、TBS）
- ネクストブレイク「発想力開花バラエティ コペルニクスのたね」（2018年1月20日、日本テレビ）
- 爆笑そっくりものまね紅白歌合戦スペシャル（2018年5月11日、フジテレビ）
- パンサー＆岡井千聖の熱狂LIVE! 第14回サマーナイトフェスティバル決勝（2018年7月16日、BS日テレ）

#### 不定期出演
- 釣りロマンを求めて（2012年3月3日・4月21日・8月18日、テレビ東京）
- 『ぷっ』すま（テレビ朝日）
- アッコにおまかせ!（TBSテレビ）
- 坂上忍の勝たせてあげたいTV（2017年12月23日,30日／2018年6月17日・7月28日、フジテレビ）
- ヒルナンデス（2018年1月12日,19日・2月14日,21日・4月16日,23日、日本テレビ）
- 旬感☆ゴトーチ!（NHK総合）
- 潜在能力テスト（フジテレビ）

### テレビドラマ
- 数学♥女子学園 （2012年1月11日 - 3月28日、日本テレビ） - 三田智子 役

### 映画
- 仔犬ダンの物語（2002年12月14日公開、東映） - 野村美奈 役
- ほたるの星（2004年6月5日 - 2005年3月、角川映画）
- ゴメンナサイ（2011年10月29日） - ちかこの姉 役
- 王様ゲーム（2011年12月17日、BS-TBS） - 丸岡香織 役[33]

### 舞台
- 愛華みれ主演ミュージカル「34丁目の奇跡〜Here's Love〜」（2004年11月27日 - 12月28日）
- 大人の麦茶第十八杯目公演「1974(イクナヨ)」（2011年12月14日 - 18日）
当初は3月17日 - 22日の予定だったが、東日本大震災並びに東電福島第一原発事故による混乱により同時期での公演は中止、同年12月に延期。[34]
- 散歩道楽特別公演vol.2 「ストロンガー」（2012年3月14日 - 20日）[35]

### インターネット
- 第16回ハロプロビデオチャット（2005年7月11日、ハロー!プロジェクト on フレッツ）
- 踊ってみた（2010年 - 2012年、YouTube）
  - Danceでバコーン!を踊ってみた 【岡井千聖（本人）】（2010年11月9日）[36]
  - 大きな愛でもてなしてを踊ってみた【岡井千聖（本人）】（2010年11月10日）[37]
  - FOREVER LOVEを踊ってみた【岡井千聖（本人）】（2010年11月11日） [38]
  - まっさらブルージーンズを踊ってみた【岡井千聖（本人）】（2010年11月25日） [39]
  - LOVE涙色を歌って踊ってみた【岡井千聖】（2010年11月25日） [40]
  - 夢見る15歳を踊ってみた 【岡井千聖】（2011年1月10日） [41]
  - 「純情☆ファイター」を踊ってみた!【岡井千聖】（2011年12月15日） [42]
  - 桜が散りはじめた東京でデビュー曲の「桜チラリ」をメンバー全員で踊りました！【℃-uteメンバー全員】（2012年04月10日）[43]
  - ワクテカ Take a chance を踊ってみた 【Team 岡井】（2012年10月9日）[44]
- 「ダース」×「おかっぴぃ」コラボレーション（2014年 - 2016年、YouTube） - 「おかっぴぃ」として出演
  - ダースの日特別企画 森永ダース×「おかっぴぃ」特別動画 全6話（2014年12月12日）[45]
  - バレンタイン特別企画 森永ダース×「おかっぴぃ」特別動画 全5本（2015年2月10日）[46][47]
  - バレンタインスペシャル動画「ダースショコラブティック1日店長風企画」（2016年2月10日）[48]
- あなたの手で渡辺直美のクリスマスパーティーの中身を決めてみませんか? （2017年12月25日 、AbemaTV）
- フジモンが芸能界から干される前にやりたい10のこと（2017年 - 、AbemaTV）- アシスタントMC （不定期出演）
- アベマ大縁日〜人気番組勢ぞろい！神宮花火大会生中継で豪華プレゼント大放出SP〜（2018年8月11日、AbemaTV）- 縁日アシスタント[49]

#### 岡井ちゃん、寝る!
岡井ちゃん、寝る!は、インターネット配信サイト「USTREAM」を利用し、岡井をメインとして構成される番組。2010年6月24日より計6回配信された。題名は、「岡井チャンネル」と岡井自身が寝過ぎてよく遅刻することに掛けた言葉遊びである。番組内容は、岡井がメインとなって話す・歌うというものである。ゲストが来たり、外でロケをすることもある。配信時間は約一時間。企画・作成・配信その他は2010年当時アップフロントワークスに在籍していた宮地修平により手がけられている。番組とツイッターで連動が行われることがある。ハッシュタグは「#okaichansleep」。配信終了後は放置されていたが、2012年10月9日夕方、℃-ute公式ブログにて縦読みで告知が行われた後、突如新規の配信が行われた。
|        | 配信日              | 概要 | ゲスト |
| ------ | ------------------- | --- | --- |
| 第1回  | 2010年6月26日       | 初放送。前半はワールドカップの話。後半は質問コーナーや歌など。                                                 | なし |
| 第2回  | 2010年7月17日       | 初の外ロケ。前半は公園へ向かいながらのトーク、後半は公園でゲストの嗣永桃子とトークや歌など。                   | 嗣永桃子 |
| 第3回  | 2010年8月14日       | 前半はギタリストの菅原潤子をゲストに迎えてギターの練習。後半はBuono!をゲストに迎えてトーク。1st Season最終回。 | 菅原潤子・Buono!                                                                                             |
| 第4回  | 2010年10月4日 - 5日 | 岡井千聖ファースト写真集の撮影風景を生配信。                                                                   | なし |
| 第5回  | 2010年11月20日      | ℃-uteの中島早貴をゲストに迎えてトークや歌、岡井の写真集やYouTubeの踊ってみたに関するトーク。                   | 中島早貴 |
| 第6回  | 2010年12月8日       | 岡井の1st写真集発売記念企画。トーク・歌など。                                                                  | なし |
| 番外編 | 2012年10月9日       | Team 岡井のダンス練習未公開部分。無音。                                                                        | Team 岡井（中西香菜・竹内朱莉・勝田里奈・田村芽実・ 金子りえ・高木紗友希・宮本佳林・吉橋くるみ・田辺奈菜美） |
| 番外編 | 2012年10月9日       | 「ワクテカ Take a chance を踊ってみた」「悲しきヘブン」、新アルバム、冬ツアーについてのコメントを生配信。      | なし |

### PV
- Buono!「ホントのじぶん」（2007年10月31日、ポニーキャニオン）

### ライブ・イベント
- こども夢知遊博ステージーショー「熱っちぃ地球を冷ますんだっ。地球温暖化を楽しく学べるショートドラマ」（2005年7月27日・28日、日本橋三越本店・本館・屋上ステージ）
- 岡井千聖（℃-ute）Solo Live 2011 Vol.1〜会社で踊ってみた!!〜（2011年1月25日・26日、パシフィックヘブン、ファンクラブ会員限定）[6]
- 岡井千聖（℃-ute）Solo Live 2011 Vol.2〜半蔵門で踊ってみた!!〜（2011年2月13日・14日、WinPa）[51]
- TOKYO IDOL FESTIVAL 2017「℃-ute大好きステージ」（2017年8月6日、HEAT GARAGE: Zepp DiverCity (TOKYO)） - ソロおよび「おかっぴぃ」として出演
- 遊ぶ。ふれあう。体験する。SATOYAMA & SATOUMI 秋キャンプ in 小田原（2017年10月9日、小田原アリーナ）[52]
- Hello! Project 20周年記念前夜祭 〜One by One〜「岡井千聖 First Solo Live」（2017年10月30日・11月1日・3日、コットンクラブ、全6公演うちレイトショー2公演）[53][54][55]
- 岡井千聖 Solo Live 2018 〜ウーロンハイの女〜（2018年2月18日・21日、コットンクラブ、全4公演うちレイトショー1公演）[56][57]
- 遊ぶ。暮らす。育てる。SATOYAMA＆SATOUMIへ行こう 2018（2018年3月31日・4月1日、パシフィコ横浜）[58]
- 岡井千聖FCライブ① 〜勝手にハロプロ20周年おめでとう!1998〜2006〜 -あ、私もおめでとう!-（2018年6月21日、山野ホール、2公演）[59]
- 岡井千聖「七夕イベント」（2018年7月7日、ららぽーと横浜 1Fサウスコート〈カリヨン広場〉）[60]
- TOKYO IDOL FESTIVAL 2018（2018年8月3日、HOT STAGE: Zepp DiverCity (TOKYO)） - 浜浦彩乃、浅倉樹々と共に「Cattivo!」として出演[61]
- 「第61回オールスター競輪[GI]」トークショー（2018年8月17日、いわき平競輪場 サイクルコロシアム特設ステージ）[62]
- Hello! Project 20th Anniversary!! Hello! Project 2018 SUMMER 〜ALL FOR ONE〜（2018年9月1日、広島文化学園HBGホール） - ゲスト出演[63]
- 岡井千聖FCライブ② 〜勝手にハロプロ20周年おめでとう! 2007〜2012〜（2018年9月22日、山野ホール、2公演）
- SATOYAMA & SATOUMI with ニャオざねまつり in 熊谷（2018年10月20日・21日、彩の国くまがやドーム）[64]
- Hello! Project 20th Anniversary!! Hello! Project 2019 WINTER 〜YOU & I〜/〜NEW AGE〜（2019年1月2日・12日、中野サンプラザ、計2公演 / 3月2日・3日、長良川国際会議場 メインホール、計3公演 / 2会場5公演） - ゲスト出演[65]
- 岡井千聖FCライブ③ 〜勝手にハロプロ20周年おめでとう! 2013〜2018〜（2019年2月11日、山野ホール、2公演）

## 書籍

### 写真集
- 千聖（2010年12月24日、アップフロントブックス〈現・オデッセー出版〉/ワニブックス）[66]

### ムック
- D♥GIRLS 〜ソーシャルメディアの踊り手たち〜（2012年4月11日、玄光社）[67]

### 雑誌
- 週刊ファミ通（2015年11月5日、Gzブレイン〈現・KADOKAWA Game Linkage〉）

## 参加グループ・ユニット
- ℃-ute（2005年 -  2017年）
- Gatas Brilhantes H.P.（2007年 - 2011年・2012年 - 2020年）
- シャッフルユニット
  - H.P.オールスターズ（2004年）
  - タンポポ#（2009年 - 2017年）
  - ハロー!プロジェクト モベキマス（2011年）
- 企画ユニット
  - アテナ&ロビケロッツ（2007年 - 2008年）
  - メロウクアッド（2013年）
  - トリプレット（2014年）
- おかっぴぃ（2014年 - 2020年、さわやか五郎とのユニット）

その他
- Gatas Brilhantes H.P.
- リトルガッタス